# Universal Volley Modena 2012-2013
Questa voce raccoglie le informazioni riguardanti  l'Universal Volley Modena nelle competizioni ufficiali della stagione 2012-2013.

## Stagione

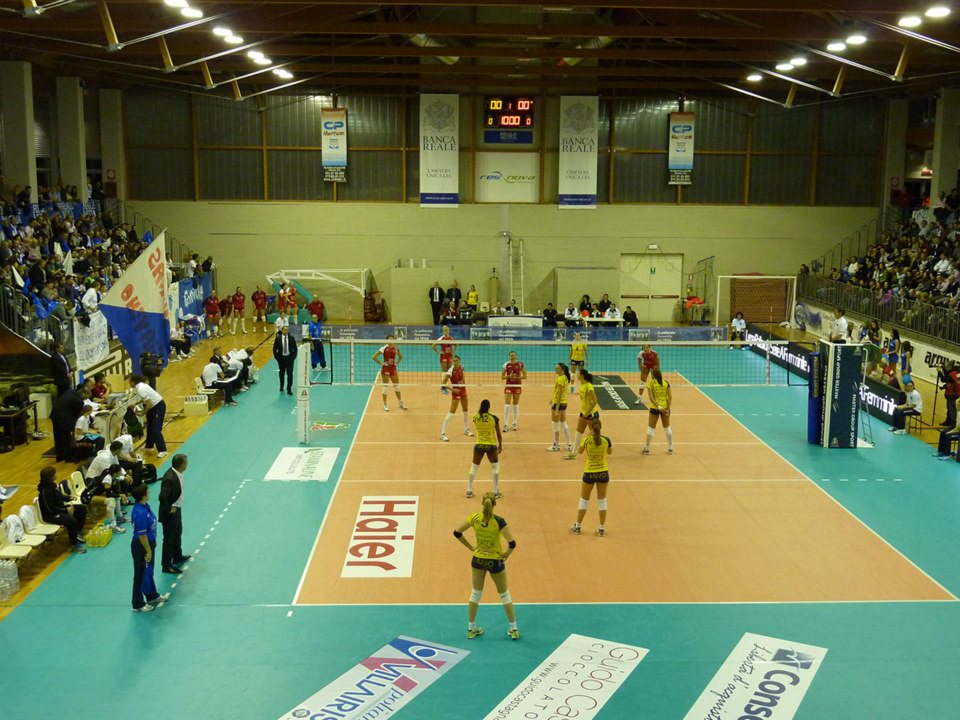
La squadra in fase di gioco

La stagione 2012-13 è per l'Universal Volley Modena, sponsorizzata dal gruppo Assicuratrice Milanese, è la terza annata consecutiva in Serie A1: rispetto al campionato precedente, la squadra, allenata da Claudio Cesar Cuello, rimane pressoché invariata, ad eccezione della palleggiatrice titolare, Alisha Glass e delle schiacciatrici Dóra Horváth e Anja Spasojević.
L'avvio in campionato è un alternarsi di vittorie in trasferta e sconfitte in casa, fino ad una serie di quattro vittorie consecutive che proiettano la squadra nelle zone alte della classifica: la buona posizione ottenuta al termine del girone d'andata consente anche la qualificazione per la Coppa Italia. Nonostante voci su un possibile fallimento, l'Universal Volley Modena continua a disputare partite, fino alla seconda giornata di ritorno, quando viene annunciato il ritiro da ogni competizione.
La squadra modenese partecipa alla Coppa Italia grazie al quarto posto ottenuto al termine della regular season: nei quarti di finale viene sconfitta nella gara d'andata dal Gruppo Sportivo Oratorio Pallavolo Femminile Villa Cortese per 3-0, ma vince, con lo stesso risultato, quella di ritorno; tuttavia perde il golden set e viene eliminata dalla competizione.
Il quinto posto nella stagione 2011-12 consente al club di partecipare per la prima volta ad una competizione europea, ossia la Challenge Cup; dopo aver superato agevolmente i sedicesimi di finale contro l'Odbojkarški Klub Branik Maribor, negli ottavi di finale incontra l'İlbank Gençlik ve Spor Kulübü di Ankara, il quale vince la gara di andata ma perde quella di ritorno: tuttavia, a causa del fallimento della società e quindi l'impossibilità a continuare il cammino nella competizione, la formazione modenese è costretta a perdere il golden set per evitare delle sanzioni da parte della CEV.

## Organigramma societario
Area direttiva
- Presidente: Rino Astarita
- Vice presidente: Mario De Pierro
- Direttore generale: Pierlugi Vigo
- Dirigente: Barbara Boni

Area organizzativa
- Team manager: Luciano Corradini
- Direttore sportivo: Davide Astarita

Area tecnica
- Allenatore: Claudio Cesar Cuello
- Allenatore in seconda: Francesco Tardioli
- Assistente allenatore: Michele Patoia
- Scout man: Michele Patoia

Area comunicazione
- Ufficio stampa: Andrea Lolli
- Responsabile pubbliche relazioni: Maria Melluso

Area sanitaria
- Medico: Gustavo Savino
- Preparatore atletico: Antonio Votero Prina
- Fisioterapista: Paolo Zucchi

## Rosa
| N° | Nome               | Ruolo | Data di nascita   | Nazionalità sportiva |
| -- | ------------------ | ----- | ----------------- | -------------------- |
| 3  | Paola Croce        | L     | 6 marzo 1978      | Italia               |
| 4  | Federica Valeriano | S     | 15 ottobre 1985   | Italia               |
| 5  | Paola Paggi        | C     | 6 dicembre 1976   | Italia               |
| 6  | Alisha Glass       | P     | 5 aprile 1988     | Stati Uniti          |
| 8  | Jenny Barazza      | C     | 24 luglio 1981    | Italia               |
| 9  | Anja Spasojević    | S     | 4 luglio 1983     | Serbia               |
| 11 | Natalia Brussa     | S/O   | 13 febbraio 1985  | Italia               |
| 12 | Taismary Agüero    | S/O   | 5 marzo 1977      | Italia               |
| 13 | Christa Harmotto   | C     | 12 ottobre 1986   | Stati Uniti          |
| 15 | Simona Rinieri     | S     | 1º settembre 1977 | Italia               |
| 16 | Chiara Scarabelli  | S     | 8 settembre 1993  | Italia               |
| 17 | Francesca Mari     | P     | 30 marzo 1983     | Italia               |
| 18 | Dóra Horváth       | S     | 4 marzo 1988      | Ungheria             |

## Mercato
| Acquisti | Acquisti          | Acquisti         | Acquisti   |
| R.       | Nome              | da               | Modalità   |
| -------- | ----------------- | ---------------- | ---------- |
| S/O      | Natalia Brussa    | Santa Croce      | definitivo |
| P        | Alisha Glass      | Atom Trefl Sopot | definitivo |
| S        | Dóra Horváth      | Asystel          | definitivo |
| S        | Chiara Scarabelli | River            | definitivo |
| S        | Anja Spasojević   | RC Cannes        | definitivo |

| Cessioni | Cessioni           | Cessioni            | Cessioni   |
| R.       | Nome               | a                   | Modalità   |
| -------- | ------------------ | ------------------- | ---------- |
| S/O      | Taismary Agüero    | -                   | svincolata |
| C        | Jenny Barazza      | Spes Conegliano     | svincolata |
| S        | Cynthia Barboza    | Ufimočka            | definitivo |
| S/O      | Natalia Brussa     | Forlì Bologna       | svincolata |
| L        | Giulia Ciabattoni  | ?                   | definitivo |
| L        | Paola Croce        | Robur Tiboni Urbino | svincolata |
| P        | Alisha Glass       | Indias de Mayagüez  | svincolata |
| S        | Dóra Horváth       | Ufimočka            | svincolata |
| C        | Christa Harmotto   | -                   | svincolata |
| P        | Francesca Mari     | Beng Rovigo         | definitivo |
| P        | Maja Ognjenović    | Impel               | definitivo |
| C        | Paola Paggi        | Soverato            | svincolata |
| S        | Laura Partenio     | Robur Tiboni Urbino | definitivo |
| S        | Simona Rinieri     | Beng Rovigo         | definitivo |
| S        | Chiara Scarabelli  | -                   | svincolata |
| S        | Anja Spasojević    | Ufimočka            | svincolata |
| S        | Federica Valeriano | River               | svincolata |

## Risultati

### Serie A1

#### Girone di andata
| 1ª giornata - 21 ottobre 2012 PalaPanini, Modena               | Universal Modena | 2 - 3 | Robursport Pesaro   | 25-20, 25-20, 21-25, 18-25, 11-15 |
| 2ª giornata - 28 ottobre 2012 PalaVerde, Villorba              | Imoco            | 0 - 3 | Universal Modena    | 17-25, 18-25, 22-25               |
| 3ª giornata - 4 novembre 2012 PalaPanini, Modena               | Universal Modena | 0 - 3 | Villa Cortese       | 22-25, 22-25, 23-25               |
| 4ª giornata - 11 novembre 2012 Palazzetto dello Sport, Giaveno | Cuatto Giaveno   | 0 - 3 | Universal Modena    | 15-25, 22-25, 17-25               |
| 5ª giornata - 17 novembre 2012 PalaPanini, Modena              | Universal Modena | 2 - 3 | River               | 25-22, 20-25, 25-22, 19-25, 9-15  |
| 6ª giornata - 24 novembre 2012 PalaPanini, Modena              | Universal Modena | 3 - 0 | Robur Tiboni Urbino | 25-21, 25-17, 25-14               |
| 7ª giornata - 2 dicembre 2012 PalaNorda, Bergamo               | Bergamo          | 3 - 2 | Universal Modena    | 22-25, 25-21, 23-25, 25-23, 23-21 |
| 8ª giornata - 9 dicembre 2012 PalaPanini, Modena               | Universal Modena | 3 - 2 | Crema               | 24-26, 25-18, 18-25, 25-22, 15-6  |
| 9ª giornata - 16 dicembre 2012 PalaRuffini, Torino             | Chieri Torino    | 0 - 3 | Universal Modena    | 21-25, 22-25, 22-25               |
| 10ª giornata - 22 dicembre 2012 PalaPanini, Modena             | Universal Modena | 3 - 0 | Forlì Bologna       | 25-16, 25-19, 25-23               |
| 11ª giornata - 26 dicembre 2012 PalaYamamay, Busto Arsizio     | Busto Arsizio    | 3 - 2 | Universal Modena    | 16-25, 25-21, 21-25, 25-13, 15-11 |

#### Girone di ritorno
| 12ª giornata - 6 gennaio 2013 PalaCampanara, Pesaro | Robursport Pesaro | 3 - 2 | Universal Modena | 25-14, 21-25, 12-25, 25-16, 15-9 |
| 13ª giornata - 20 gennaio 2013 PalaPanini, Modena   | Universal Modena  | 3 - 1 | Imoco            | 25-20, 22-25, 25-17, 25-16       |

### Coppa Italia

#### Fase ad eliminazione diretta
| Quarti di finale (andata) - 9 gennaio 2013 PalaBorsani, Villa Cortese | Villa Cortese    | 3 - 0 | Universal Modena | 25-17, 25-23, 25-22                  |
| Quarti di finale (ritorno) - 13 gennaio 2013 PalaPanini, Modena       | Universal Modena | 3 - 0 | Villa Cortese    | 25-23, 25-22, 25-20 Golden Set: 4-15 |

### Challenge Cup

#### Fase ad eliminazione diretta
| Sedicesimi di finale (andata) - 5 dicembre 2012 PalaPanini, Modena                 | Universal Modena | 3 - 0 | Branik           | 25-12, 25-22, 25-15                        |
| Sedicesimi di finale (ritorno) - 12 dicembre 2012 Sportna Dvorana Ljudski, Maribor | Branik           | 1 - 3 | Universal Modena | 17-25, 26-24, 23-25, 14-25                 |
| Ottavi di finale (andata) - 15 gennaio 2013 TVF Sports Hall, Ankara                | İlbank           | 3 - 1 | Universal Modena | 25-18, 25-14, 21-25, 25-20                 |
| Ottavi di finale (ritorno) - 24 gennaio 2013 PalaPanini, Modena                    | Universal Modena | 3 - 1 | İlbank           | 25-8, 22-25, 25-10, 25-20 Golden set: 9-15 |

## Statistiche

### Statistiche di squadra
| Competizione  | Punti | In casa | In casa | In casa | In trasferta | In trasferta | In trasferta | Totale | Totale | Totale |
| Competizione  | Punti | G       | V       | P       | G            | V            | P            | G      | V      | P      |
| ------------- | ----- | ------- | ------- | ------- | ------------ | ------------ | ------------ | ------ | ------ | ------ |
| Serie A1      | 23    | 7       | 4       | 3       | 6            | 3            | 3            | 13     | 7      | 6      |
| Coppa Italia  | -     | 1       | 1       | 0       | 1            | 0            | 1            | 2      | 1      | 1      |
| Challenge Cup | -     | 2       | 2       | 0       | 2            | 1            | 1            | 4      | 3      | 1      |
| Totale        | -     | 10      | 7       | 3       | 9            | 4            | 5            | 19     | 11     | 8      |

G = partite giocate; V = partite vinte; P = partite perse

### Statistiche dei giocatori
| T. Agüero     | Statistiche assenti | 0 | 0  | 0  | 0 | 0 | Statistiche assenti |   |    |    |   |   |
| J. Barazza    | Statistiche assenti | 2 | 22 | 16 | 6 | 0 | Statistiche assenti | 2 | 22 | 16 | 6 | 0 |
| N. Brussa     | Statistiche assenti | 2 | 20 | 19 | 0 | 1 | Statistiche assenti | 2 | 20 | 19 | 0 | 1 |
| P. Croce      | Statistiche assenti | 2 | -  | -  | - | - | Statistiche assenti | 2 | -  | -  | - | - |
| A. Glass      | Statistiche assenti | 2 | 2  | 1  | 1 | 0 | Statistiche assenti | 2 | 2  | 1  | 1 | 0 |
| C. Harmotto   | Statistiche assenti | 2 | 14 | 12 | 1 | 1 | Statistiche assenti | 2 | 14 | 12 | 1 | 1 |
| D. Horváth    | Statistiche assenti | - | -  | -  | - | - | Statistiche assenti | - | -  | -  | - | - |
| F. Mari       | Statistiche assenti | - | -  | -  | - | - | Statistiche assenti | - | -  | -  | - | - |
| P. Paggi      | Statistiche assenti | 1 | 6  | 3  | 2 | 1 | Statistiche assenti | 1 | 6  | 3  | 2 | 1 |
| S. Rinieri    | Statistiche assenti | - | -  | -  | - | - | Statistiche assenti | - | -  | -  | - | - |
| C. Scarabelli | Statistiche assenti | 0 | 0  | 0  | 0 | 0 | Statistiche assenti | 0 | 0  | 0  | 0 | 0 |
| A. Spasojević | Statistiche assenti | 2 | 26 | 23 | 2 | 1 | Statistiche assenti | 2 | 26 | 23 | 2 | 1 |
| F. Valeriano  | Statistiche assenti | 2 | 13 | 13 | 0 | 0 | Statistiche assenti | 2 | 13 | 13 | 0 | 0 |

P = presenze; PT = punti totali; AV = attacchi vincenti; MV = muri vincenti; BV = battute vincenti